# ČSD-Baureihe M 220.0
Die ČSD-Baureihe M 220.0 war ein Dampftriebwagen, der von Škoda in Pilsen für den Einmannbetrieb auf Nebenbahnen gefertigt wurde und später als Einzelexemplar von der einstigen Tschechoslowakischen Staatsbahnen (ČSD) übernommen wurde.

## Geschichte
Da die ersten Motorwagen mit Verbrennungsmotor um 1900 keine positiven Betriebsergebnisse brachten, wurden auf schwach ausgelasteten Strecken, wie der Lokalbahn Laun–Libochowitz, zu dieser Zeit Dampftriebwagen verwendet. Bekannt war der Komarek-Dampftriebwagen. Obwohl diese Fahrzeuge günstige Betriebsergebnisse brachten, war ihr Verbreitungsgrad gegenüber den Fahrzeugen mit Verbrennungsmotor 30 Jahre später verschwindend gering. Vom Bau her waren sie ausgestattet wie eine kleine Dampflokomotive.
Das 1925 gelieferte Fahrzeug war zur damaligen Zeit die neueste Gattung von Dampftriebwagen bei den ČSD. Zu dieser Zeit erfolgten erste erfolgversprechende Probefahrten von Triebwagen mit Verbrennungsmotor. Demzufolge fand keine Serienfertigung statt.
Der Einzelgänger wurde auf den Lokalbahnen um Kutná Hora eingesetzt. Mit der Indienststellung der in großen Stückzahlen gebauten Motortriebwagen der Baureihe M 131.1 wurde das Fahrzeug 1948 ausgemustert und verschrottet.

## Technische Merkmale
Der Kessel war als Wasserrohrkessel der Bauart Škoda-Sentinel ausgeführt.
Die Dampfmaschine war zweizylindrisch und hatte eine Ventilsteuerung.